# Эмблема Мозамбика
Эмблема Мозамбика — официальный символ государства Мозамбик. Описание герба закреплено 194 статьёй Конституции, принятой в 1990 году. Герб представляет собой оранжевое поле, сверху оканчивающееся в виде зубчатого колеса. В поле помещена стоящая у моря гора, над которой светит солнце. Гора прикрыта белой раскрытой книгой, поверх всего перекрещенные мотыга и автомат Калашникова. Композиция обрамлена стеблями сахарного тростника слева и кукурузы справа, увитыми красной лентой, снизу которой написано название государства на португальском языке. Сверху между стеблями красная пятиконечная звезда.

## Символика
Стебель кукурузы и сахарного тростника символизируют богатство (как описано в статье 194 Конституции), зубчатое колесо — символ рабочей силы и промышленности, книга — символ образования, мотыга — «крестьянства и производства сельского хозяйства», АК для «защиты и бдительности» и красная звезда — символ социализма, но как указано в Конституции Мозамбика, должен «символизировать дух международной солидарности людей Мозамбика». Красное солнце символизирует создание новой жизни.

## История эмблемы
В 2005 году оппозиционная партия РЕНАМО поднимала вопрос об изменении государственной символики, в том числе и об избавлении от «Калашникова» на эмблеме и флаге, аргументируя это тем, что «национальные символы были приняты в ином историческом контексте. Мы живем в новой реальности, которую необходимо отразить». Однако это предложение было отклонено парламентским большинством Мозамбика.
|  | Герб португальской колонии Мозамбик 1930—1935   |
|  | Герб португальской колонии Мозамбик 1935—1951   |
|  | Герб португальской провинции Мозамбик 1951—1975 |
|  | Герб Народной Республики Мозамбик 1975—1983     |
|  | Герб Мозамбика 1983—1990                        |